# Cubilia rufipennis
Cubilia rufipennis là một loài bọ cánh cứng trong họ Cerambycidae.